# Otradnoje (Leningrad)
Otradnoje (russisch Отрадное, finnisch Pella) ist eine Stadt in der nordwestrussischen Oblast Leningrad. Sie hat 25.258 Einwohner (Stand 1. Januar 2024).

## Geografie
Die Stadt liegt in der Newaniederung etwa 40 km östlich der Oblasthauptstadt Sankt Petersburg am linken Ufer der Newa.
Otradnoje gehört zum Rajon Kirowsk.

## Geschichte
Ein Dorf Iwanowskaja (später auch in der Form Iwanowskoje) an der Mündung der Tosna in die Newa wurde erstmals 1708 urkundlich erwähnt. In der Mitte des 19. Jahrhunderts ließ der Unternehmer Sawwa Jakowlew hier ein Kupferwalzwerk errichten, worauf der Ort vorübergehend den offiziellen Namen Mednoje bekam (von russisch med für Kupfer).
1784 erwarb die Zarin Katharina II. in der Nähe des Dorfes einen Landsitz und nannte ihn Pella, nach der antiken Hauptstadt Makedoniens Pella, Geburtsort Alexander des Großen, wahrscheinlich in Bezug zu ihrem Enkel und späteren Zaren Alexander I. 1785 wurde mit der Errichtung eines Palastes begonnen, welcher aber nicht fertiggestellt wurde. Unter Paul I. wurde der Bau abgetragen; nur Nebengebäude (Posthof und Marstall) blieben bis zum Zweiten Weltkrieg erhalten. Später entstand hier eine Landhaussiedlung mit dem verbreiteten Namen Otradnoje (von russisch otrada, etwas pathetisch für Genuss, Erquickung). Unter dieser Bezeichnung erhielt dieser Ort 1940 den Status einer Siedlung städtischen Typs.
Im Zweiten Weltkrieg befanden sich beide Orte während der Leningrader Blockade fast 900 Tage im Bereich der Frontlinie, die in diesem Gebiet östlich Leningrad von Süden her die Newa erreichte, und wurden vollkommen zerstört.
Nach dem Wiederaufbau wurde auch Iwanowskoje 1957 Siedlung städtischen Typs.
1970 wurden beide Siedlungen sowie das Dorf Ust-Tosno vereinigt und erhielten das Stadtrecht als Otradnoje.

### Bevölkerungsentwicklung
| Jahr | Einwohner |
| ---- | --------- |
| 1959 | 6.426     |
| 1970 | 18.603    |
| 1979 | 20.046    |
| 1989 | 22.386    |
| 2002 | 21.570    |
| 2010 | 23.866    |

Anmerkung: Volkszählungsdaten

## Wirtschaft und Infrastruktur

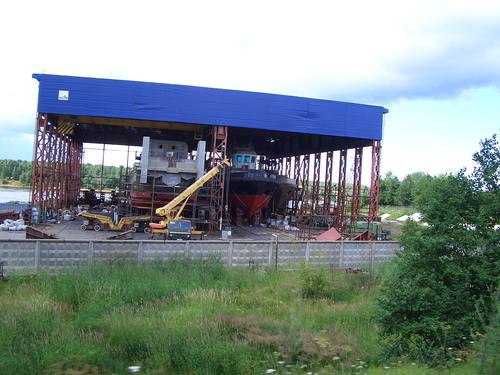
Otradnojer Werft

In Otradnoje gibt es eine Flussschiffs- und Bootswerft ("Pella"), eine Kunststofffabrik und ein Werk für Strommasten.
Die Stadt liegt auf dieser Abschnitt 1906 eröffneten Eisenbahnstrecke Sankt Petersburg–Wolchow–Wologda–Kirow bzw. –Murmansk (Streckenkilometer 36; Stationsname Pella, zur Erinnerung an den Palast Katharina II.).
Durch Otradnoje führt die Regionalstraße, welche die Fernstraße M10 nördlich Tosno über Nikolskoje mit der Fernstraße M18 bei Kirowsk verbindet.

## Söhne und Töchter der Stadt
- Andrei Buschkow (* 1969), Eiskunstläufer